# عملية ليل الجسور

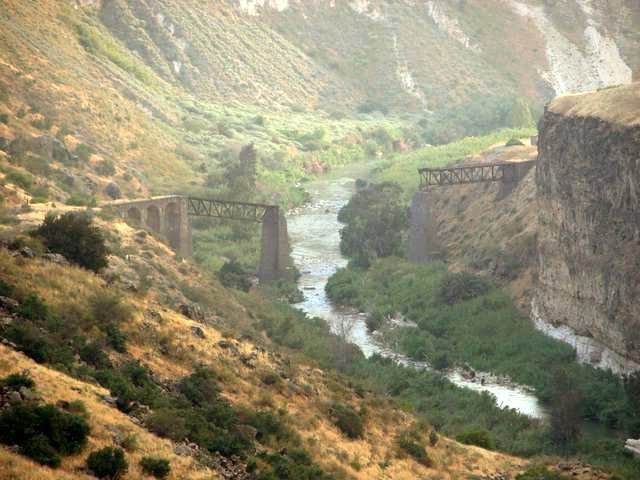
أطلال جسر الحاوي، أحد جسور وادي اليرموك، على نهر اليرموك.

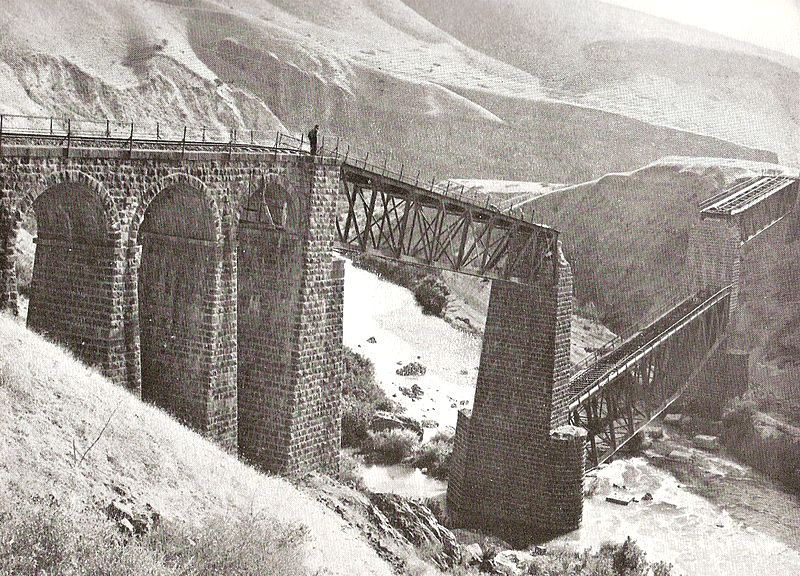
جسر الحاوي على نهر اليرموك بعد تعرضه لهجوم منظمة البالماخ عام 1946.

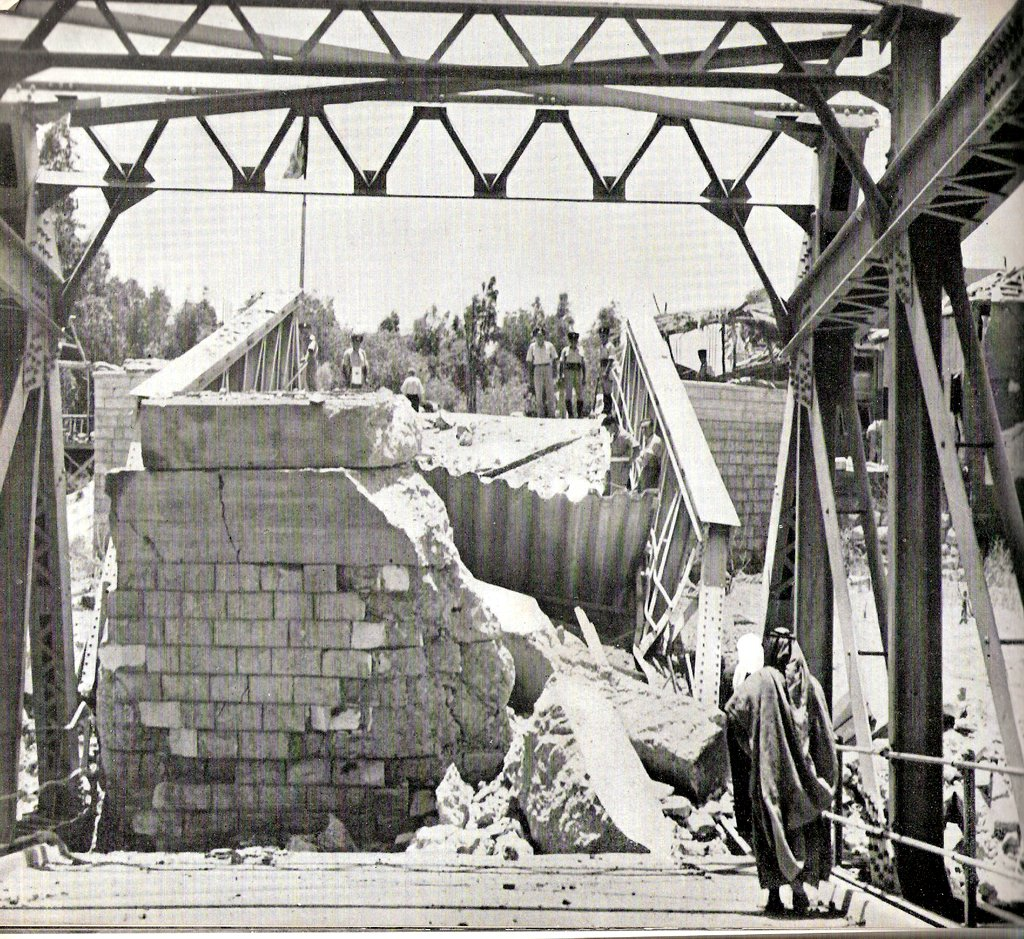
جسر اللنبي بعد تفجيره عام 1946.

عملية ليل الجسور (بالعبرية: ליל הגשרים) هو اسم لعدة تفجيرات قامت بها منظمة الهاجاناه اليهودية وعدة منظمات صهيونية أخرى ابتداء من ليلة 16 إلى 17 حزيران/ يونيو 1946 في فلسطين أثناء الإنتداب البريطاني. كان هدفها هو تدمير أحد عشر جسرا تربط فلسطين بالدول المجاورة لبنان، سوريا، الأردن ومصر، من أجل شل حركة المواصلات، ومنع دعم الفلسطينيين بالسلاح.
كانت هذه العملية أكبر وأشمل عملية قامت بها الهاغاناه ضمن أطار الميليشيات الصهيونية التي تأسست لقتال الفلسطينيين والبريطانيين، والتي حققت هدفها؛ فهي علقت وسائل النقل من وإلى البلاد. وقد فشلت عملية واحدة فقط: قامت بها عصابة البالماخ، حيث سقط 14 قتيلا و 5 جريح في عملية واحدة. أما وغيرها من العمليات، فقد نجحت دون وقوع إصابات.
ولإخفاء وحماية العمليات الحقيقية والخلط بين الجيش البريطاني، قامت المنظمات الصهيونية بتنفيذ نحو 50 عمليات في جميع أنحاء البلاد في نفس الليلة، حتى يمكن لأعضاء البالماخ العودة بشكل أسهل ويسبب الارتباك للقوات البريطانية.

## الهجمات

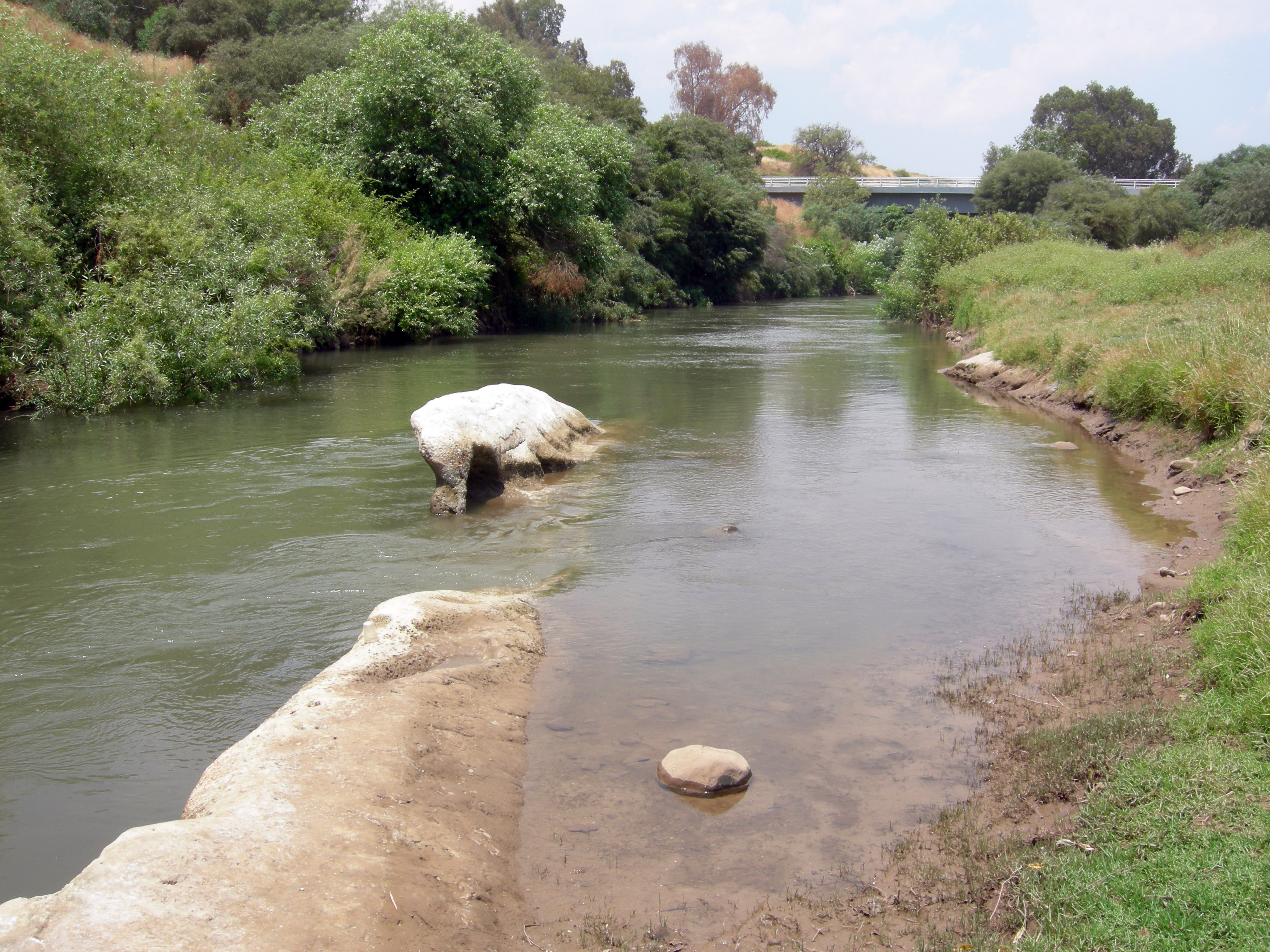
جسر بنات يعقوب في مايو 2009.

| الجسر                     | النوع    | إلى دولة | الإحداثيات                                       | تفاصيل                                                                      |
| ------------------------- | -------- | -------- | ------------------------------------------------ | --------------------------------------------------------------------------- |
| جسر وادي البريغيث- المطلة | طريق     | لبنان    | 33°17′0″N 35°34′52″E / 33.28333°N 35.58111°E     | كان بدون حراسة.                                                             |
| الجسر شمال شرق المطلة     | طريق     | لبنان    | 33°17′14″N 35°33′58″E / 33.28722°N 35.56611°E    | نفذ سرا                                                                     |
| جسر وادي القرن            | سكة حديد | لبنان    | 33°03′02″N 35°06′11.5″E / 33.05056°N 35.103194°E | فشلت العملية. سقط 14 قتيل و 5 اصابات من البالماخ.                           |
| جسر وادي القرن            | طريق     | لبنان    | 33°03′02″N 35°06′15.5″E / 33.05056°N 35.104306°E | ألغى في أعقاب خسائر فادحة اتخذت خلال الهجوم على جسر للسكك الحديدية القريبة. |
| جسر بنات يعقوب            | طريق     | سوريا    | 33°0′37″N 35°37′42″E / 33.01028°N 35.62833°E     | نفذ سرا.                                                                    |
| جسر الحاوي                | سكة حديد | الأردن   | 32°40′47″N 35°38′58″E / 32.67972°N 35.64944°E    | كان بدون حراسة.                                                             |
| جسر الشيخ حسين            | طريق     | الأردن   | 32°29′49″N 35°34′32″E / 32.49694°N 35.57556°E    | نفذ سرا.                                                                    |
| جسر دامية                 | طريق     | الأردن   | 32°06′10″N 35°32′06″E / 32.10278°N 35.53500°E    | نفذ سرا                                                                     |
| جسر اللنبي                | طريق     | الأردن   | 31°52′28″N 35°32′26″E / 31.87444°N 35.54056°E    |                                                                             |
| وادي غزة، غزة             | طريق     | مصر      | 31°27′20″N 34°24′53″E / 31.45556°N 34.41472°E    |                                                                             |
| وادي غزة، غزة             | سكة حديد | مصر      | 31°27′27″N 34°24′44″E / 31.45750°N 34.41222°E    |                                                                             |